# Liste des anciennes abbayes du Berry
L'ancienne province de France située autour de la ville de Bourges est traditionnellement appelée le Berry. Pendant des siècles, elle a été constituée en entité autonome : le duché de Berri qui était donné en apanage par les rois de France à des membres éminents de leur famille. Le duc Jean de Berry, fils du roi Jean II le Bon fut celui qui laissa beaucoup de traces de son passage, en particulier dans le domaine artistique, et religieux comme la fondation, à l'imitation de celle de Paris, de la Sainte-Chapelle de Bourges, et de son chapitre canonial).
Cette ancienne entité territoriale correspond presque en totalité à l'aire géographique actuelle  des départements du Cher et de l'Indre réunis (désignés souvent encore comme Haut-Berry et Bas-Berry). Toutefois, lors de la création des départements en 1790, quelques modifications ont été apportées aux anciennes limites : au sud, un des plus grands changements a concerné la ville de Saint-Amand-Montrond et son environnement géographique qui, bien qu'autrefois situés en Bourbonnais, ont été intégrés au département du Cher (et non à celui de l'Allier); au nord-est, le Berry s'avançait jusqu'aux portes de Gien et à l'ouest, jusqu'à Selles-sur-Cher (appelé Selles-en-Berry à l'époque).
Avant la Révolution de 1789 et sur un plan religieux, l'archidiocèse de Bourges (qui de nos jours, couvre toujours le Cher et l'Indre) englobait le duché de Berri; mais il avait une aire encore plus large: au sud il s'étendait jusqu'à Huriel, Montluçon et Bourbon-l'Archambault et, à l'est, il passait la Loire.
Les archevêques de Bourges, en tant que primats des Aquitaines et patriarche de Église catholique romaine, bénéficiaient d'un pouvoir religieux important; jusqu'au XIIIe siècle, ils avaient autorité sur les évêques jusqu'aux Pyrénées. Cependant, les moines vivant dans les abbayes et prieurés, et conformément à la tradition de l'Église catholique, n'étaient pas directement soumis à leur autorité
Au milieu du XIVe siècle, on dénombrait dans la partie berrichonne de l'archidiocèse 76 établissements religieux (abbayes, prieurés, chapitres).
Compte tenu de ces éléments d'histoire, il ne faudra pas s'étonner de voir mentionnés dans la liste des anciennes abbayes du Berry quelques lieux traditionnellement berrichons, aujourd'hui situés sur les franges du Berry, en Creuse, Loir-et-Cher et Allier.
- La liste suivante s'est efforcée de faire figurer toutes les anciennes abbayes du Berry attestées avant la Révolution de 1789 en mentionnant l'implantation géographique, la dénomination du monastère, la date de création, l'ordre monastique ainsi que le genre des occupants : homme ou femme.
- Il semble utile de préciser que la distinction entre abbaye et prieuré (comme celle entre cathédrale et église) ne dépend pas des dimensions de l'édifice (l'église d'un prieuré peut être plus vaste que celle d'une abbaye) mais de l'autorité de celui qui dirige l'établissement religieux un abbé ou une abbesse) pour une abbaye, un(e) prieur(e) pour un prieuré. En principe, une abbaye est un établissement autonome alors qu'un prieuré est rattaché à une abbaye.
- Une observation spéciale doit être faite à propos de l'ordre monastique de Grandmont (ou Grandmontains, longtemps appelés aussi Bons-Hommes) : à son origine en 1073 et pendant plus de deux siècles, cette communauté monastique était dirigée par le responsable du monastère de Grandmont en Limousin (qui n'avait que le titre de prieur); le responsable de chaque nouvelle fondation (i.e filiale) ou « Celle » portait alors le titre de correcteur. Cependant, pour faire face aux difficultés internes apparues dans cette famille monastique, le pape Jean XXII décida en 1317 de placer les Grandmontains sous son contrôle direct et de les réformer ; c'est ainsi que :
- les Grandmontains furent constitués en véritable ordre monastique (comme les Bénédictins, les Cisterciens…) ;
- le monastère de Grandmont (au diocèse de Limoges) fut érigé en abbaye chef d'ordre et son responsable reçut le titre d'abbé ;
- les 147 autres monastères affiliés furent regroupés en 39 Maisons désormais appelées prieurés conventuels, dirigés par un prieur élu par les moines et agréé par l'abbé chef de l'ordre ;
- les établissements restants constituèrent des granges monastiques, domaines agricoles appartenant à l'ordre et exploités par quelques moines non-prêtres, attachées à l'abbaye-mère ou à l'un des prieurés.

Plusieurs monastères grandmontains furent implantés en Berry sur les communes actuelles de Bannay, Corquoy, Genouilly (prieuré de Fontblanche)…  mais la qualification qui leur est parfois apportée d'abbayes par simplification et par comparaison à l'organisation d'autres ordres monastiques ne correspond pas à l'organisation spécifique de l'ordre de Grandmont. Ces établissements étaient des prieurés et n'ont jamais eu de père-abbé à leur tête autre que celui de l'abbaye limousine. 
Au cours des siècles, quelques monastères ont changé de catégorie, passant de prieuré à abbaye ou l'inverse. Quant aux occupants, ils ont parfois changé d'ordre monastique ou de genre : homme ou femme.

## Département du Cher
- Bruère-Allichamps  : abbaye de Noirlac, ou abbaye de la Bienheureuse Vierge Marie, ou abbaye Notre Dame de la Maison Dieu de Noirlac - v.1136 - cisterciens - Hommes
- Bourges :
  - abbaye Notre-Dame de la Nef, ou abbaye Saint-Sulpice - v. 630 - bénédictins - Hommes.
  - abbaye Saint-Ambroise, ou Saint-Ambroix - IXe siècle puis v. 1012 - augustins - Hommes.
  - abbaye Notre-Dame de Saint Laurent - v 625 - bénédictins - Femmes.
  - abbaye Notre-Dame de Bussières [précédemment à Saint-Désiré (Allier) en 1189 puis à Bourges en 1625] - cisterciens - Femmes.
- Charenton-du-Cher : abbaye Notre-Dame de Bellavaux de Charenton - v.620 - bénédictins - Femmes.
- Chezal-Benoît : abbaye Saint-Pierre de Chezal-Benoît - v.1093 - bénédictins - Hommes.
- Corquoy : abbaye de Chateauneuf-sur-Cher (prieuré monastique) - grandmontains - Hommes
- Herry : abbaye Notre-Dame de Chalivoy - v 1133 - cisterciens - Hommes.
- Le Châtelet : abbaye Notre-Dame de Puyferrand - v 1077 - augustins - Hommes.
- Maisonnais : abbaye (selon certaines sources) ou prieuré d'Orsan - v 1107 - Fontevristes - Femmes.
- Marmagne : abbaye Notre-Dame de Beauvoir - v 1234 - cisterciens - Femmes.
- Massay : abbaye Saint-Martin - v 738 - bénédictins - Hommes.
- Menetou-Couture : abbaye Notre-Dame de Fontmorigny - v 1148 - cisterciens - Hommes.
- Méry-ès-Bois : abbaye Notre-Dame de Loroy - v 1120 - cisterciens - Hommes.
- Plaimpied : abbaye Saint-Martin de Plaimpied - v 1080 - augustins - Hommes.
- Saint-Georges-sur-la-Prée : abbaye de Dèvres (ou Deuvre) - 843 (à 903) - bénédictins - Hommes (se reconstitua en 903 à Vierzon après le saccage par les Normands).
- Saint-Satur : abbaye de Charnes (petit prieuré monastique grandmontain appelé "celle") - grandmontains - Hommes, sis sur la commune de Bannay (dans la forêt de Charnes).
- Saint-Satur : abbaye de Saint-Satur - VIIe siècle et v 1034 - augustins - Hommes.
- Sidiailles : abbaye Notre-Dame (ou Abbaye des Pierres) - v 1149 - cisterciens - Hommes.
- Vierzon : abbaye Saint-Pierre - v 903 - bénédictins - Hommes. Sur une de ses propriétés achetée en 1922 par la municipalité est créé en 1932 le Jardin de l'abbaye de Vierzon.

NB: l'Abbaye de Loroy (commune de Méry-ès-Bois) ci-dessus mentionnée est citée par Alain Fournier dans Le Grand Meaulnes.

## Département de l'Indre
- Bagneux : abbaye Sainte-Marie de la Vernusse - v 1178 - augustins - Hommes.
- Châteauroux : abbaye Saint-Sauveur et Saint-Gildas - v 913 - bénédictins - Hommes.
- Déols : abbaye Notre-Dame et Saint-Pierre et Paul (ou Abbaye de Bourg-Dieu) - v 917 - bénédictins - Hommes.
- Fougerolles : abbaye Notre-Dame de Varennes - v 1178 - cisterciens - Hommes.
- Fontgombault : abbaye Sainte-Marie et Saint-Julien (Abbaye Notre-Dame de Fontgombault, en activité)- (v 1091) - cisterciens - Hommes.
- Frédille : Abbaye Notre-Dame du Landais - v 1115 - cisterciens - Femmes puis Hommes (1129).
- Heugnes : abbaye Saint-Nicolas de Miseray - v 1112 - augustins - Hommes.
- Issoudun : abbaye Notre-Dame - v 947 - bénédictins - Hommes.
- Méobecq : abbaye Saint-Pierre et Saint-Paul (voir abbatiale de Méobecq)- v 642 puis 1048 - bénédictins - Hommes.
- Poulaines : abbaye Notre-Dame de Barzelle - v 1147 - cisterciens - Hommes.
- Saint-Genou  : Abbaye Saint-Genou au hameau de Strada, ultérieurement Estrées - v 828 - bénédictins - Hommes.
- Saint-Michel-en-Brenne : abbaye de Saint-Cyran en Berry - v 641 - bénédictins - Hommes.
- Ségry : abbaye Notre-Dame de la Prée - v 1128 - cisterciens - Hommes.
- Tilly : abbaye Notre-Dame de la Colombe - v 1140 - cisterciens - Hommes.

## Départements limitrophes
- Saint-Sébastien : abbaye Notre-Dame d'Aubignac - v 1138 - cisterciens - Hommes.
- Saint-Julien-sur-Cher : abbaye Notre-Dame d'Olivet - v 1145 - cisterciens - Hommes.
- Selles-sur-Cher : abbaye Notre-Dame la Blanche - VIe et XIIe siècles - bénédictins puis augustins(1145) puis feuillants(1612) - Hommes.